# Hylem
Ein Hylem (von altgriechisch ὕλη hýlē „Holz [im Sinne von ‚Rohstoff‘], Stoff, Materie“) ist – analog zu Begriffen wie Morphem, Phonem oder Mythem – eine „kleinste handlungstragende Einheit eines Erzählstoffes“. Der Begriff wurde im Kontext transdisziplinärer Forschungsgruppen zur Mythosforschung an der Universität Göttingen geprägt. Die Stoffforschung selbst wird demnach als Hylistik bezeichnet. Diese wurde vor allem als Methode zur Erforschung antiker Mythen entwickelt, ist jedoch grundsätzlich auf alle Stoffgattungen anwendbar.
In bewusster Abgrenzung zu den literaturwissenschaftlichen Begriffen des Ereignisses und Motivs, deren Verwendung vor allem auf literarische Texte festgelegt ist, soll das Hylem dezidiert einen transmedialen Stoffbaustein bezeichnen, der aus Stoffen unterschiedlicher medialer Konkretion extrahiert werden kann und selbst „nicht auf eine bestimmte mediale Gestaltung oder Einzelsprache festgelegt ist“. „Hyleme können nicht deduktiv postuliert, sondern nur durch Extraktion aus einzeln vorliegenden medialen Konkretionen induktiv gewonnen werden. Wie Phoneme und Morpheme nur in Gestalt bestimmter einzelner Phone und Morphe konkret greifbar werden, so sind Hyleme nur in ihren medial verschiedenen Konkretionsformen greifbar.“ Der Vorgang, eine Abfolge von Hylemen (Hylemsequenz) aus einer medialen Konkretion zu extrahieren, wird als Hylemanalyse bezeichnet.
Ein Hylem als „kleinste handlungstragende Einheit“ umfasst prinzipiell eine Aussage, die mindestens aus Subjekt und Prädikat besteht; zu denen weitere (direkte oder indirekte) Objekte und/oder Determinationen hinzukommen können. Hyleme werden grundsätzlich im Aktiv formuliert, auch wenn der logische Handlungsträger unbekannt ist: Statt „Prometheus wird bestraft“ lautet das Hylem „Zeus bestraft Prometheus“ bzw. „NN bestraft Prometheus“ (wenn der Handlungsträger unbekannt ist).
Hyleme umfassen nicht nur Handlungen im engeren Sinne, sondern auch Vorgänge und Aussagen über Zustände und Eigenschaften. Zgoll 2019 unterschied zwischen dynamischen („Zeus tötet Erechtheus“) und statischen Hylemen („Zeus ist der König der Götter“). Diese Einteilung wurde in späteren Publikationen zugunsten einer Einteilung in punktuelle und durative Hyleme überarbeitet, wobei letztere in durativ-konstante (gilt immer: „Zeus ist der Sohn des Kronos.“), durativ-initiale (gilt zu Beginn der Handlung, aber nicht für immer: „Zeus ist unverheiratet“) und durativ-resultative Hyleme (gilt erst im Verlauf der Handlung: „Zeus ist der Gemahl der Hera“) differenziert werden.

## Hylemanalyse
Bei einer Hylemanalyse werden sämtliche Informationen eines gegebenen Mediums – z. B. Textes – in der normierten Form der Hyleme wiedergegeben. Ein zweiter Schritt besteht in der Rekonstruktion der logischen Handlungsfolge, die nicht mit der Reihenfolge der Aussagen im Text übereinstimmen muss, sowie gegebenenfalls zwangsläufig erschließbarer impliziter Hyleme.

### Beispiel
Ein mythischer Stoff in Konkretion eines Textes kann folgendermaßen lauten:
„Als Chryse, die Tochter des Pallas, mit Dardanos vermählt wurde, hat sie als Mitgift Gaben der Athene mitgebracht, nämlich die Heiligtümer der großen Götter.“
Aus dieser Aussage lassen sich die folgenden Hyleme extrahieren:
- Chryse ist Tochter von Pallas
- Athene gibt Chryse die Heiligtümer der großen Götter
- Chryse bringt als Mitgift die Heiligtümer der großen Götter mit zur Hochzeit
- Dardanos heiratet Chryse

Hierbei ist die erste Aussage „Chryse ist Tochter des Pallas“ ein statisches bzw. durativ-konstantes Hylem, während es sich bei den anderen um dynamische/punktuelle Hyleme handelt. In einem weitergehenden Schritt könnten aus der gegebenen Hylemsequenz zudem die impliziten durativ-resultativen Hyleme „Chryse und Dardanos sind (nun) verheiratet“ bzw. „Chyrse ist (nun) die Gemahlin des Dardanos“/„Dardanos ist (nun) der Gemahl der Chryse“ rekonstruiert werden. Die Rekonstruktion impliziter Hyleme, die aus der gegebenen Hylemsequenz logisch hervorgehen, aber nicht explizit im Text genannt werden, kann weitere Erkenntnisse versprechen, ist in ihrem Umfang jedoch je nach Einzelfall abzuwägen.

### Nutzen
Die Hylemanalyse ist ein methodisches Instrument, um den Stoff (d. h. den reinen Inhalt) aus einem Medium (z. B. einem literarischen Text) zu extrahieren und in standardisierter Weise sichtbar zu machen. Dies ermöglicht weitere Untersuchungen und Erkenntnisse, insbesondere im Falle von mythischen Hylemsequenzen:
- Rekonstruktion der logischen Handlungsabfolge bei einem komplex formulierten Text
- Rekonstruktion der Ereignisse in einem nur ausschnittsweise erzählten bzw. fragmentarisch erhaltenen Stoff
- Vergleich von verschiedenen Erzählstoffen (z. B. griechischer Typhon- und hethitischer Illuyanka-Mythos) oder Varianten (z. B. Kampf des Zeus gegen Typhon bei Hesiod und Apollodor) bzw. unterschiedlichen medialen Konkretionen desselben Stoffes (z. B. Epos Ilias und Film Troja)
- Erkennen von logischen Inkonsistenzen, die Indizien für die Stratifikation eines Textes bzw. Stoffes sein können (z. B. Bibeltext mit mehreren Editionsschichten)